# كايسون فومفيهان

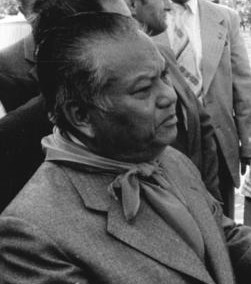

كايسون فومفيهان (13 ديسمبر 1920 - 21 نوفمبر 1992) كان زعيم الحزب الثوري اللاوسي مع سوفانوفونج عمل كرئيس للوزراء حتى موته في عام 1992.
كان كايسون نصف لاوسي ونصف فيتنامي

## روابط خارجية
- كايسون فومفيهان على موقع الموسوعة البريطانية (الإنجليزية)
- كايسون فومفيهان على موقع مونزينجر (الألمانية)
- كايسون فومفيهان على موقع إن إن دي بي (الإنجليزية)